# Isogo-ku
Isogo (磯子区, Isogo-ku) est l'un des dix-huit arrondissements de la ville de Yokohama au Japon. Il est situé au sud-est de la ville.
En 2016, sa population est de 166 282 habitants pour une superficie de 19,05 km2, ce qui fait une densité de population de 8 730 hab./km2.

## Transport publics
L'arrondissement est desservi par plusieurs lignes ferroviaires :
- ligne Negishi de la compagnie JR East ;
- ligne principale de la compagnie Keikyū ;
- ligne Kanazawa Seaside